# Serhij Kupcow
Serhij Ołeksijowycz Kupcow (ukr. Сергій Олексійович Купцов, ros. Сергей Алексеевич Купцов, Siergiej Aleksiejewicz Kupcow; ur. 27 września 1948 w Krzywym Rogu, zm. 14 września 2014) – ukraiński piłkarz grający na pozycji napastnika, a wcześniej pomocnika, trener piłkarski.

## Kariera piłkarska

### Kariera klubowa
Wychowanek klubu Krywbasa Krzywy Róg, w którym rozpoczął karierę piłkarską. Pierwszy trener Wołodymyr Tkaczenko. W 1969 przeszedł do Szachtara Donieck, w którym występował w drużynie juniorskiej. W meczu z Pachtakorem Taszkent debiutował w Wyższej lidze ZSRR. Ale potem doznał ciężkiej kontuzji nogi i był zmuszony opuścić doniecki klub. Rehabilitował się w Krywbasie, potem dwa lata "służył w wojsku" w klubie Hranit Czerkasy. W 1975 zakończył karierę piłkarską w Krywbasie po kolejnej kontuzji nogi.

## Kariera trenerska
Po zakończeniu kariery piłkarskiej pracował najpierw w branży handlowej. Dopiero w 1985 zgodził się objąć stanowisko kierownika klubu Krywbas Krzywy Róg. W rundzie jesiennej sezonu 1987 prowadził pierwszą drużynę Krywbasa. Potem kontynuował pracę na stanowisku kierownika

## Sukcesy i odznaczenia

### Sukcesy klubowe
- mistrz Ukraińskiej SRR: 1975